# Bactérie de la dysenterie porcine
Brachyspira hyodysenteriae
Espèce
La Bactérie de la dysenterie porcine (Brachyspira hyodysenteriae) est une bactérie de la famille des Serpulinaceae. C'est l'agent responsable de la dysenterie porcine.
Synonymes :
- Serpulina hyodysenteriae[2]
- Treponema hyodysenteriae[3]

## Liste des non-classés
Selon NCBI (9 février 2015) :
- non-classé Brachyspira hyodysenteriae ATCC 27164
- non-classé Brachyspira hyodysenteriae ATCC 31212
- non-classé Brachyspira hyodysenteriae P7455
- non-classé Brachyspira hyodysenteriae P8544
- non-classé Brachyspira hyodysenteriae WA1